# Yūki, Ibaraki
Yūki (結城市 Yūki-shi) là một thành phố thuộc tỉnh Ibaraki, Nhật Bản.